# Lompoc
Lompoc é uma cidade localizada no estado americano da Califórnia, no Condado de Santa Bárbara. Foi incorporada em 13 de agosto de 1888.

## Geografia
De acordo com o United States Census Bureau, a cidade tem uma área de 30,2 km², onde 30,04 km² estão cobertos por terra e 0,21 km² por água.

### Localidades na vizinhança
O diagrama seguinte representa as localidades num raio de 32 km ao redor de Lompoc.

## Demografia
Segundo o censo nacional de 2010, a sua população é de 42 434 habitantes e sua densidade populacional é de 1 412,4 hab/km². Possui 14 416 residências, que resulta em uma densidade de 479,83 residências/km².